# Burni Pepanji
Burni Pepanji är ett berg i Indonesien.   Det ligger i provinsen Aceh, i den västra delen av landet, 1 600 km nordväst om huvudstaden Jakarta. Toppen på Burni Pepanji är 2 308 meter över havet.
Terrängen runt Burni Pepanji är kuperad åt nordost, men åt sydväst är den bergig.Runt Burni Pepanji är det glesbefolkat, med 10 invånare per kvadratkilometer. I omgivningarna runt Burni Pepanji växer i huvudsak städsegrön lövskog.